# Micropeza corrigiolata
Micropeza corrigiolata is een vliegensoort uit de familie van de spillebeenvliegen (Micropezidae). De wetenschappelijke naam van de soort is gepubliceerd in 1767 door Linnaeus.